# Polidoro César Burlamaqui
Polidoro César Burlamaqui OC • OR (Oeiras, 15 de junho de 1836 — Teresina, 3 de julho de 1894) foi um professor, jurista e político brasileiro.

## Biografia
Polidoro César Burlamaqui nasceu em 15 de Junho de 1836 em Oeiras no Piauí. Tendo como pai o jornalista e político do Partido Liberal Tiberio Cesar Burlamaqui, sendo neto do Coronel Carlos César Burlamaqui. Fazendo dele membro de uma das famílias tradicionais do Piauí.
Vindo a se formar em Direito pela Academia Jurídica do Recife, em 1858 com 22 anos de idade. De retorno ao Piauí, sua cidade já não era mais a capital da província, tendo ele de fixar residência em Teresina, recém-criada e agora nova capital, abrindo banca de advocacia na Rua da Palma, hoje Coelho Rodrigues, fazendo vibrar a sua oratória fluente e demonstrando o cabedal de conhecimento jurídico de que se fizera possuidor. Assume também a cátedra de Português do Liceu Piauiense, onde passa a instruir a juventude.

## Política
Seguindo os passos da família na política se filiou ao Partido Liberal, assumindo a redação do O Liberal Piauiense, órgão dedicado à defesa dos princípios e interesses do partido na província, destacando–se com intensa colaboração a partir de 1860. Nesse mesmo ano foi eleito para o cargo de deputado provincial e depois deputado geral (1864 a 1868) em duas legislaturas. Vindo a publicar o  “Manifesto à Província e ao País”.
Se tornou presidente das províncias do Paraná e do Piauí. Cabendo a ele enviar os voluntários para a Guerra do Paraguai.
Em seguida ocupou os cargos de procurador fiscal da extinta Tesouraria da Fazenda e diretor da instrução pública (1873 – 1874). 
Por seus serviços prestados ao Império do Brasil o Imperador Dom Pedro II o concedeu ao longo do tempo duas das maiores honrarias do império a comenda da Imperial Ordem da Rosa e Imperial Ordem de Cristo, onde em ambas chegou ao grau de oficial.
Com o fim da monarquia em 1889, Polidoro não abandonou a política e continuou vindo a ser um dos primeiros desembargadores do recém criado Tribunal de Justiça do Piauí.
Se tornou o Primeiro Vice-presidente do Tribunal de Justiça do Piauí. E em seguida Presidente da alta Corte Piauiense.
Foi um abolicionista e faleceu na cidade de Teresina, em 03 de julho de 1894, com 58 anos de idade.